# アレクサンドル・セレブロフ
アレクサンドル・アレクサンドロヴィチ・セレブロフ（ロシア語: Алекса́ндр Алекса́ндрович Серебро́в, 英語: Aleksandr Aleksandrovich Serebrov, 1944年2月15日 - 2013年11月12日）は、ソビエト連邦・ロシアの宇宙飛行士。

## 来歴
1967年、モスクワ物理工科大学を卒業。その後大学院に進学し、物理学を学ぶ。1978年12月1日、ソビエト連邦の宇宙飛行士に選出された。
1982年にソユーズT-7、1983年にソユーズT-8、1989年にソユーズTM-8、1993年にソユーズTM-17と、合計4回の宇宙飛行を実現する。1993年の宇宙飛行ではゲームボーイをソユーズに持ち込み、時間を見つけてはテトリスをプレイした。セレブロフは、ソ連とロシアの両国機関で活動した経験を持つ数少ない宇宙飛行士の一人である。船外活動は合計10回に及び、アナトリー・ソロフィエフに記録を破られるまで、宇宙での最多船外活動記録保持者としてギネスブックに登録されていた。
サリュート6号、サリュート7号、宇宙ステーションミールの設計にも貢献する。1995年5月10日に宇宙飛行士を引退した後は、全ロシア宇宙青少年団ソユーズの会長として、各国で青少年の宇宙教育や環境教育に尽力した。
2013年11月12日、69歳で亡くなった。死因は明らかにされていない。

## 私生活
妻エカテリーナとの間に一子がいる。

## 受賞歴
ソビエト連邦
- ソ連邦英雄 - Title of Hero of the Soviet Union
- Title of Pilot-Cosmonaut of the USSR
- レーニン勲章 - Order of Lenin
- 十月革命勲章 - Order of the October Revolution

ロシア連邦
- Order of Friendship
- Medal "For Merit in Space Exploration"

フランス共和国
- レジオンドヌール勲章 - Officer of the Legion of Honour